# William Kyle
Pas d'image ? Cliquez ici

a Compétitions nationales et continentales officielles uniquement.

b Matchs officiels uniquement.
William Elliot Kyle, né le 13 juillet 1881 à Hawick en Écosse et mort le 11 décembre 1959, est un joueur de rugby écossais évoluant avec l'Écosse au poste d’avant.

## Biographie
William Kyle évolue avec le club d'Hawick RFC. William Kyle dispute son premier test match le 1er février 1902 contre l'équipe du pays de Galles. Il dispute son dernier test match le 5 février 1910 contre l'équipe du pays de Galles. Il joue 21 matchs et inscrit 2 essais.

## Palmarès
- Triple couronne dans le Tournoi britannique de rugby à XV 1903.
- Victoire dans le Tournoi britannique de rugby à XV 1904.

## Statistiques en équipe nationale
- 21 sélections pour l'Écosse.
- 6 points (2 essais)
- Sélections par année : 3 en 1902, 3 en 1903, 3 en 1904, 4 en 1905, 3 en 1906, 1 en 1908, 3 en 1909, 1 en 1910
- Participation aux tournois britanniques en 1902, 1903, 1904, 1905, 1906, 1908, 1909
- Participation au Tournoi des Cinq Nations : 1910.